# Fosforyny

Ogólna struktura triestrów kwasu fosforawego

Fosforyny, nazwa Stocka: fosforany(III) – grupa organicznych związków chemicznych, pochodych kwasu fosfonowego (kwasu fosforawego). Z uwagi na tautomerię kwasu fosfonowego i znacznie większą trwałość formy H-fosfonianowej (HPO(OH)
2) względem formy fosforynowej (P(OH)
3), fosforyny występują przede wszystkim jako triestry o wzorze ogólnym P(OR)
3. Sole tego kwasu mają postać H-fosfonianów – zawierających aniony HPO2−
3 lub HP(OH)O−
2 – podobnie jak monoestry (HPO(OH)OR) i diestry (HPO(OR)
2).
Fosforyny w postaci triestrów otrzymuje się w reakcji trichlorku fosforu z alkoholem lub fenolem, przy czym reakcja z alkoholem wymaga obecności amoniaku lub aminy, by nie doszło do utworzenia diestru H-fosfonianowego. Fosforyny wykorzystywane są w syntezie organicznej. Estry trialkilowe wykorzystuje się m.in. do otrzymywania fosfonianów w reakcji Arbuzowa, których używa się jako substratów np. w reakcji Hornera-Wadswortha-Emmonsa. Niektóre fosforyny stosuje się jako dodatki do tworzyw sztucznych, w których chronią je przed degradacją.